# 芝加哥半岛酒店
芝加哥半岛酒店（英語：The Peninsula Chicago）是一家位于美国芝加哥密歇根大街的五星级酒店。

## 历史
2001年1月开业，香港上海大酒店持股92.5%，2009年增持至100%持股。